# Уошингтън (окръг, Минесота)
Окръг Вашингтон (на английски: Washington County) е окръг в щата Минесота, Съединени американски щати. Площта му е 1096 km², а населението - 229 173 души. Административен център е град Стилуотър.